# Макхью, Джейсон
Джейсон Макхью (англ. Jason McHugh, род. 11 октября 1968 года) — американский киноактёр и продюсер; наиболее известен благодаря работе с Треем Паркером и Мэттом Стоуном. Он сыграл Фрэнка Миллера и выступил сопродюсером их студенческого фильма «Каннибал! Мюзикл», сыграл одного из работников порностудии в фильме «Оргазмо», озвучил несколько второстепенных персонажей в сериале Паркера и Стоуна «Южный парк». В настоящее время Макхью вместе с также участвовавшим в «Каннибале» Дайаном Бахаром, Кайлом Маккалохом и Мэттом Стоуном участвует и продюсирует проект Леса Клэйпула Electric Apricot: Quest For Festeroo.
Макхью послужил основой для персонажа «Южного парка», которого также зовут Джейсон.